# Kanton Bort-les-Orgues
Kanton Bort-les-Orgues (francouzsky Canton de Bort-les-Orgues) je francouzský kanton v departementu Corrèze v regionu Limousin. Tvoří ho 10 obcí.

## Obce kantonu
- Bort-les-Orgues
- Confolent-Port-Dieu
- Margerides
- Monestier-Port-Dieu
- Saint-Bonnet-près-Bort
- Saint-Julien-près-Bort
- Saint-Victour
- Sarroux
- Thalamy
- Veyrières